# Il giardiniere (Van Gogh)
Il giardiniere, conosciuto anche come Ritratto di giovane contadino o Contadino provenzale, è un olio su tela (61 × 50 cm) di Vincent van Gogh, databile al settembre del 1889 e conservato nella Galleria nazionale d'arte moderna e contemporanea di Roma.
L'opera, considerata la più importante del pittore olandese tra quelle presenti nelle collezioni pubbliche italiane, è un capolavoro del periodo provenzale di van Gogh e racchiude alcuni dei temi fondamentali della sua pittura, come il tema del ritratto, il rapporto con la natura e l'accostamento dei colori primari e complementari.

## Titolo e catalogazione dell'opera
Van Gogh, a differenza di quanto fa con la maggior parte dei dipinti da lui eseguiti, non cita l'opera all'interno delle sue lettere e quindi non ne dà il titolo.
La tela è comunque da sempre inserita nel catalogo ragionato dei lavori di van Gogh, dapprima nel catalogo stilato nel 1928 (e poi in forma riveduta nel 1970) di Jacob-Baart de la Faille The work of Vincent van Gogh, con il numero 531 e poi nel catalogo stilato da Jan Hulsker The complete van Gogh del 1980, con il numero 1779. Per differenziare le due catalogazioni, la critica associa le iniziali degli autori ai numeri, rispettivamente F531 e JH1779.
All'interno della collezione della Galleria nazionale d'arte moderna e contemporanea di Roma la tela è catalogata con il numero d'inventario 8638.
La tela viene abitualmente riconosciuta con il titolo de Il Giardiniere. In realtà questo è un titolo abbastanza recente, che non esprime pienamente il soggetto ritratto o il messaggio che l'opera racchiude, probabilmente ispirato dallo sfondo dell'opera che più che ricordare un campo coltivato si avvicina all'immagine di un giardino, mentre altre ipotesi sosterrebbero che il titolo derivi semplicemente dal fatto che si tratti effettivamente del ritratto del giardiniere dell'ospedale psichiatrico di Saint Rémy dove Vincent van Gogh si farà ricoverare dall'aprile del 1889 a maggio del 1890.
Il pittore e amico Émile Bernard nelle sue lettere (1911) la titola Paysan provençal (Contadino provenzale) mentre nella prima mostra degli impressionisti organizzata al Lyceum di Firenze del 1910 viene presentata come Testa di contadino. Più in generale nella catalogazione delle opere di van Gogh viene identificata come Contadino o Ritratto di Contadino mentre nella collezione del museo romano resta con il titolo di Il Giardiniere (Contadino provenzale).

## Storia
La tela venne dipinta da van Gogh nel settembre del 1889, durante il suo soggiorno all'interno dell'ospedale di Saint Rémy. La datazione del mese d'esecuzione è approssimativa, anche se ormai accreditata da quasi tutta la critica, perché come già anticipato, van Gogh non cita il dipinto all'interno delle numerose lettere che scrive al fratello Theo e agli amici. La tela infatti venne prima inserita nella produzione del periodo di Arles, che va da febbraio 1888 a marzo 1889, poi al periodo trascorso a Saint Rémy, che va dall'aprile del 1889 all'aprile del 1890, fino a quando gli studi di Hulsker la inseriscono nella produzione del settembre del 1889, mentre il pittore era in cura all'ospedale di Sain Paul de Mausole a Saint Rémy, mettendola in relazione al forte interesse per il ritratto che il pittore manifestò in quel periodo. All'inizio di settembre van Gogh, dopo una grave crisi nervosa e dopo un periodo di inattività, riprese infatti a dipingere con grande impegno e lui stesso scriverà al fratello Theo:
Dopo la morte del pittore l'opera entrò nel mercato dei collezionisti, arrivando nella galleria parigina del mercante di origini ebree Paul Rosemberg dove, nel 1910, venne acquistato da Gustavo Sforni, raffinato intellettuale pittore macchiaiolo nonché collezionista che nei primi del Novecento porterà a Firenze, città dove risiede, capolavori della moderna pittura francese tra cui il Ritratto di monsieur Chocquet (1889) di Paul Cézanne, due olii di Maurice Utrillo e un pastello di Edgar Degas.
Dopo il suo arrivo in Italia il dipinto venne prestato per la prima mostra italiana dedicata agli impressionisti, organizzata da Ardengo Soffici tra l'aprile e maggio del 1910 nei locali del Lyceum Club di Firenze, titolata appunto Prima mostra italiana dell'impressionismo. La tela, esposta con il numero 71, era affiancata dalle opere di Paul Cézanne, Edgar Degas, Jean-Louis Forain, Paul Gauguin, Henri Matisse, Claude Monet, Camille Pissarro, Pierre-Auguste Renoir, Henri Toulouse-Lautrec e 18 sculture di Medardo Rosso.
Sempre nel 1910 Soffici ne diede un giudizio non proprio positivo, visto che nell'opera di van Gogh vi vide una rottura con la lezione di Cézanne, artista da lui molto apprezzato
Ritornato all'interno della collezione, Sforni, intuendo le critiche che sarebbero scaturite alla visione in Italia del capolavoro da parte dei contemporanei, lo conservò gelosamente in casa sua, permettendo di vederlo solo ad amici e intellettuali che lui frequentava, attenti alle nuove tendenze d'oltralpe e alle innovazioni impressioniste e post-impressioniste.
Dopo la morte del collezionista, avvenuta nel 1940, il dipinto verrà lasciato in eredità allo zio avvocato Giovanni Verusio insieme a tutta la collezione di dipinti che, oltre ai già citati autori francesi, comprendeva tele di Fattori (più di quaranta opere tra olii e taccuini) Signorini e Severini. Nonostante van Gogh non avesse ancora raggiunto la popolarità che il mercato dell'arte gli porterà negli anni ottanta, il dipinto era già riconosciuto come il pezzo più pregiato e di valore della collezione, tanto che durante la fine della seconda guerra mondiale l'avvocato Verusio, rifugiatosi in un casolare nella campagna toscana lo nasconderà in una cassa di legno sotto la paglia, all'interno di una limonaia di Pian dei Giullari, per proteggerlo dalle razzie dei soldati tedeschi.
Finita la guerra, nel 1945 venne esposto a Palazzo Pitti all'interno della mostra sulla pittura francese organizzata da Berenson La peinture française à Florence e poi nel 1952 nella retrospettiva organizzata da Lamberto Vitali a Palazzo Reale a Milano dal titolo Vincent Van Gogh. L'opera iniziò a prendere importanza all'interno del territorio nazionale e nel 1954 lo Stato italiano dichiarò l'opera di interesse storico e artistico.
Nel 1966 la moglie dell'avvocato, Sandra Verusio, portò in salvo la tela dall'alluvione di Firenze, mettendolo nel baule della sua auto e portandolo a Roma. Lì la tela rimase nella sala da pranzo della casa per circa dieci anni (anche se spesso sostituita da una copia), diventando in parte chiave di apertura per la famiglia ai salotti e alle personalità di spicco della società romana viste le numerose richieste che i coniugi Verusio ricevevano per poter ammirare il van Gogh. Passarono personalità sia del mondo artistico, come Renato Guttuso e il critico d'arte Giuliano Briganti, ma anche personalità celebri come l'avvocato Agnelli, che più di una volta si recò nel salotto della famiglia Verusio per ammirare la tela. La fama della tela però portò inevitabilmente al problema dei furti, sempre presente. La stessa signora Verusio, parlando dei ladri, dirà:
Stanchi di questa situazione, l'avvocato Verusio decide di vendere la tela, che verrà acquistata nel 1977 per la cifra di 600 milioni di lire (ben al di sotto della quotazione del tempo, stimata almeno del doppio) dal gallerista romano Silvestro Pierangeli, che fece da tramite per un acquirente anonimo, che si scoprirà poi nel 1983 essere il gallerista svizzero Ernst Beyeler, visto che lo Stato italiano all'epoca non esercitò il suo diritto di prelazione. L'amministrazione si mobilitò solo nel 1988, in pieno boom del mercato collezionistico degli impressionisti, quando Beyeler annunciò di vendere l'opera al Museo Guggenheim di Venezia per la cifra di 14 miliardi di lire, dimostrando che durante la prima trattativa lui non risultava come il vero compratore, visto che agli atti della compravendita vi era il nome di Pierangeli.
Il quadro venne quindi riacquistato dallo Stato italiano nel 1989, che ripagò Beyeler la stessa cifra pagata nel 1977, ovvero 600 milioni di lire. Beyeler, ritenendo la cifra troppo al di sotto delle quotazioni di mercato (25 volte inferiore alla cifra che il Museo Guggenheim avrebbe pagato) fece causa allo Stato italiano, ma dopo essere stato sconfitto in tutti i gradi del procedimento intentato in Italia fece ricorso alla corte dei diritti europei di Strasburgo. Nel frattempo, nel 1995, il quadro venne portato a Roma, nella Galleria Nazionale, affiancandolo all'altro quadro di van Gogh già presente, L'Arlésienne (Madame Ginoux), diventando successivamente protagonista, nel 1998, di uno dei più celebri furti d'arte in suolo italiano.
Nel 2000 la corte europea arriva a un primo giudizio, affermando che lo Stato italiano ha sì il diritto di prelazione, ma contestando il ritardo di esercizio e l'aver pagato l'opera con prezzo troppo basso, ricavandone un ingiustificato arricchimento. Il processo di attribuzione dei diritti sulla proprietà dell'opera terminerà solo nel maggio del 2002, durando più di un quarto di secolo, quando i giudici di Strasburgo riconosceranno ulteriormente allo Stato italiano la legittima proprietà dell'opera, entrando ufficialmente e di diritto nella collezione del museo romano, e riconoscendo a Beyeler un indennizzo di soli 1,3 milioni di euro più 55.000 euro di rimborso per le spese legali affrontate.
Giuliano Urbani, l'allora Ministro dei Beni Culturali, esprimerà la sua viva soddisfazione riguardo alla sentenza:

### Il furto

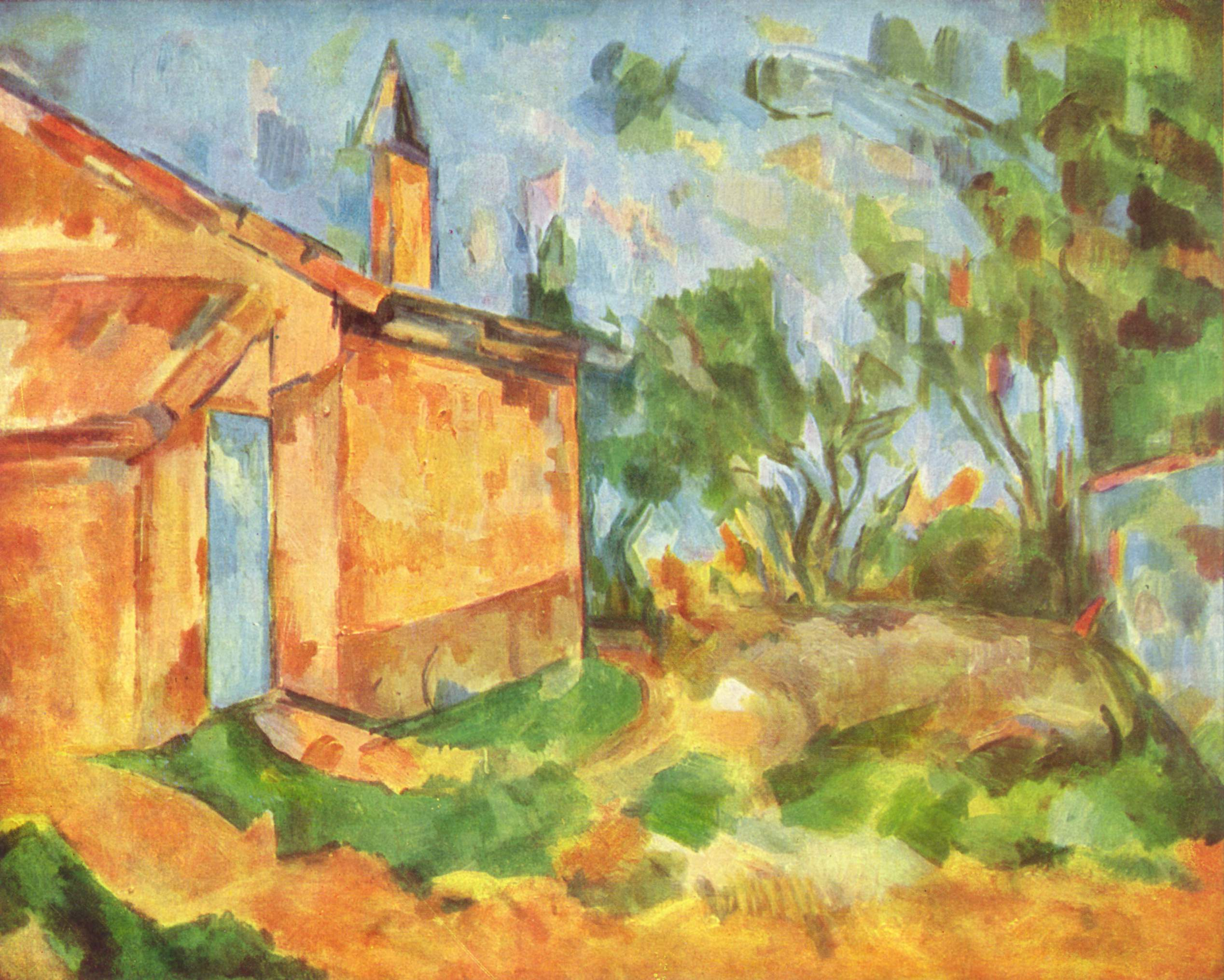
Paul Cézanne Le Cabanon de Jourdan del 1906, tela rubata e poi recuperata insieme ai due van Gogh nel 1998

Tra la notte del 19 e il 20 maggio del 1998 il quadro finì su tutte le pagine dei giornali perché coinvolto nel clamoroso furto che avvenne all'interno della Galleria nazionale d'arte moderna e contemporanea di Roma, dove, insieme a Il giardiniere, vennero anche rubati L'Arlésienne (Madame Ginoux), opera del 1890 sempre del maestro olandese, e la tela Le Cabanon de Jourdan, opera del 1906 di Paul Cézanne. Il furto venne eseguito da tre ladri armati a piedi scalzi e col volto coperto con il passamontagna che si fecero chiudere all'interno del museo per poi muoversi indisturbati e con tutta calma.
Vennero legate, imbavagliate e minacciate con la pistole le custodi, che verranno liberate successivamente dalle forze dell'ordine dopo l'allarme dato dal barista del museo che notò l'entrata del museo ancora aperta. Il furto ebbe un forte clamore mediatico, per la fama degli autori delle tele e per il valore stimato delle opere, tanto da essere paragonato a precedenti celebri furti, come quello della Natività di Caravaggio, rubata nel 1969 dall'Oratorio di San Lorenzo di Palermo e quello del Ritratto di Signora di Gustav Klimt rubato nel 1997 dalla Galleria d'arte moderna Ricci Oddi di Piacenza (e ritrovata fortunosamente nel 2019).
A differenza della Natività di Caravaggio, le tre tele trafugate a Roma verranno poi recuperate dalle forze dell'ordine 46 giorni dopo, arrestando 8 persone per il furto. Il capobanda italo-belga Eneo Ximenes così commenterà il suo arresto alle forze dell'ordine:
I quadri nel frattempo erano stati portati a Torino per essere venduti a un compratore che si sarebbe tirato indietro all'ultimo momento per il troppo clamore suscitato dalla vicenda nonostante il forte sconto sulla vendita, inizialmente partita da 15-20 miliardi di lire.
Il furto dei due ritratti di van Gogh e della veduta di Cézanne è stato ricostruito integralmente da Francesco Pellegrino nel volume "Ore 22, furto in galleria", edito da Natyvi Contemporanea nel 2013 e introdotto da Walter Veltroni, all'epoca dei fatti Ministro dei Beni Culturali.

## Descrizione e stile
Il quadro si può considerare un capolavoro del genio olandese, eccezionale esempio della ritrattistica del pittore del periodo provenzale, uno dei 140 dipinti che realizza mentre era ricoverato all'interno dell'ospedale di Saint Rémy, dipinto l'anno prima della sua morte (avvenuta il 27 luglio 1890), nel pieno della sua maturità artistica. È l'anno in cui dipinge alcuni dei suoi capolavori assoluti, come la Notte stellata, Vaso con iris e Autoritratto e presenta quindi alcuni importanti elementi dell'arte di van Gogh.

### Il soggetto

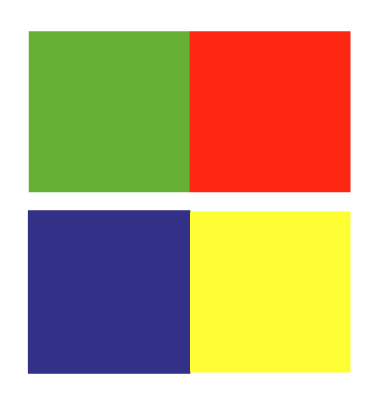
I colori utilizzati da van Gogh nell'abbigliamento del contadino: verde-rosso nella camicia e blu-giallo nella maglietta

L'opera rientra nella serie dei numerosi ritratti che il pittore fa alla gente che lo circonda. Come lui stesso scriverà al fratello Theo nella lettera del 19 settembre del 1889
In questo caso van Gogh riprende il tema dei contadini, tema ricco di implicazioni evangeliche e simboliche, affrontato sia nel primo periodo del suo percorso artistico di Neunen sia nelle varie copie del tema dalle opere di Millet, ma a differenza delle precedenti opere, dove si evidenziava la vita rurale e il duro lavoro nei campi, il giovane qui diventa la rappresentazione emblematicamente dell'uomo che vive all'unisono con una natura amica, in armoniosa compenetrazione con essa e con i suoi immutabili processi di fertilità e rigenerazione, di vita e di morte.

Le stesse soluzioni stilistiche e pittoriche affrontate nel dipinto denotano tale sintonia, soprattutto nel linearismo della composizione che fonde il soggetto nel paesaggio, nella luminosità del dipinto e nell'accostamento dei colori.

Il giovane, di cui non ci è dato a sapere con precisione chi sia, viene ritratto a mezzo busto, al centro della tela, come moltissimi altri ritratti che van Gogh eseguirà nello stesso anno, come il Ritratto del dottor Rey o il Ritratto del capo sorvegliante Trabuc. Il giardiniere viene ripreso frontalmente dividendo in due parti (volto e busto) il modo con cui il pittore affronta il soggetto sulla tela. Van Gogh concentra la sua attenzione ai dettagli del volto, che viene dipinto quasi minuziosamente, con piccoli tocchi di pennello, in una resa quasi fotografica. Con questa tecnica dipingerà le sopracciglia inarcate e folte, la barba leggermente incolta e la carnagione abbronzata, mentre con una linea rossa delimiterà le labbra del giovane. 

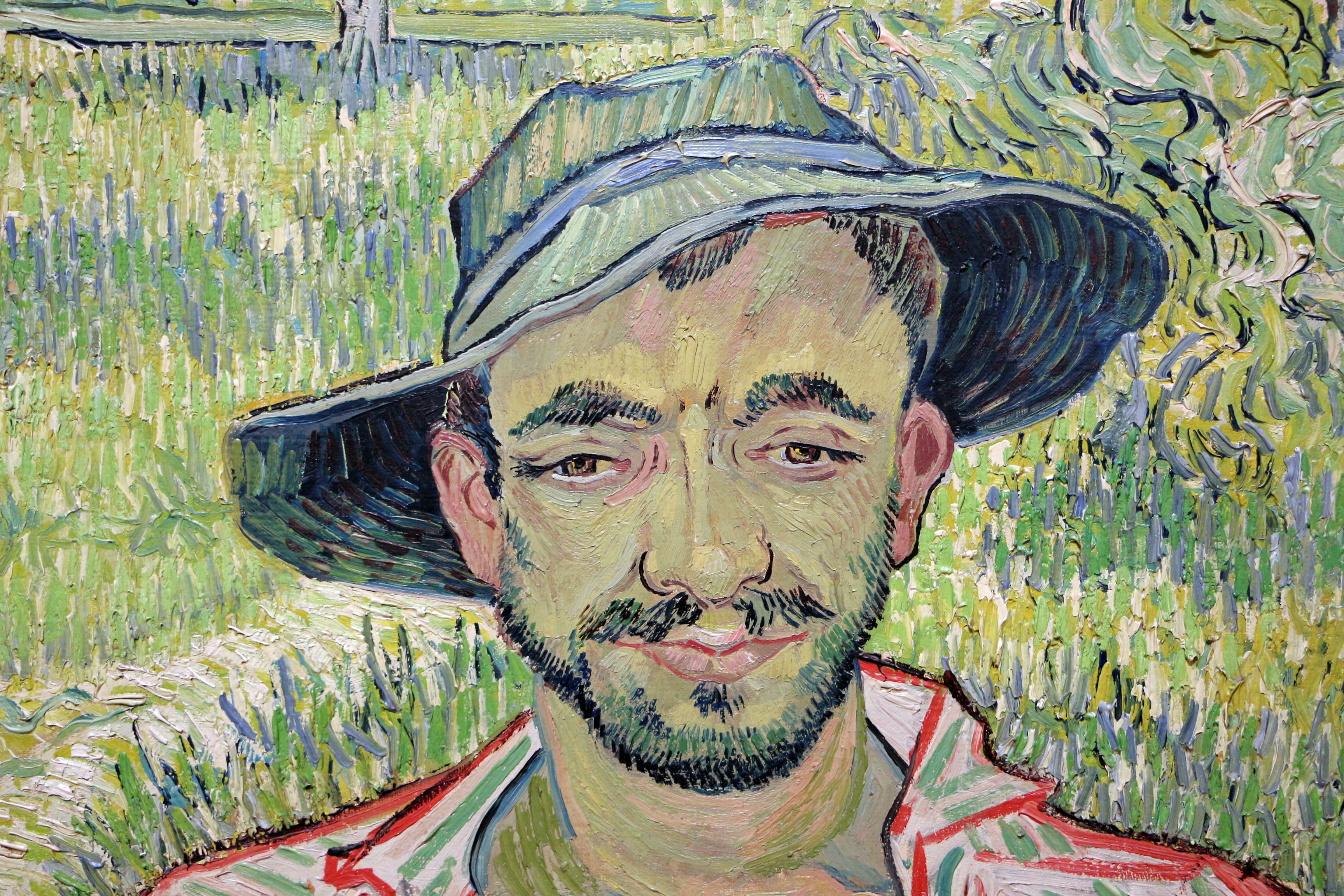
Vincent van Gogh, Il giardiniere, particolare

L'espressione, leggermente accigliata, è caratterizzata da uno sguardo rivolto verso il basso e, data la leggere divergenza delle pupille, appare sì serena ma leggermente velata di malinconia.
La barba, insieme al cappello, incornicia il volto, che qui appare quasi simmetrico, ed è resa con piccole pennellate dapprima verde oliva poi ripresa con il colore nero, mentre il cappello viene realizzato utilizzando gli stessi colori ma anche con l'aggiunta del viola chiaro e del rosso/marrone, ed è posizionato storto creando una linea obliqua che riprende quella della spalla a sinistra. Diverso è il modo con cui dipinge e affronta il busto e le spalle, qui rappresentate asimmetriche e utilizzando una tecnica molto più immediata. Il giovane indossa una camicia bianca a righe verticali rosse e verdi, rese con una pennellata estremamente rapida e dinamica dai tratti lunghi e più larghi rispetto a quelli del volto, delimitata sulle spalle da una linea scura che fa da contorno al soggetto, caratterizzata da un flusso ondulato, tipico della qualità espressiva del tardo stile di van Gogh.
Al di sotto di essa vi è una maglietta a righe orizzontali color giallo e blu, rese anche qui con rapide pennellate verticali affiancate. Nonostante le tonalità più morbide e smorzate rispetto a quelle del periodo di Arles, l'abbigliamento del giovane racchiude una delle innovazioni più significative dell'arte di van Gogh, l'equilibrato accostamento dei colori complementari del rosso e del verde nella camicia e quello dei colori primari del giallo e blu nella maglietta diventeranno una delle cifre stilistiche più importanti della sua carriera e che influenzeranno notevolmente le nuove generazioni di artisti, come i Fauves.

### Lo sfondo

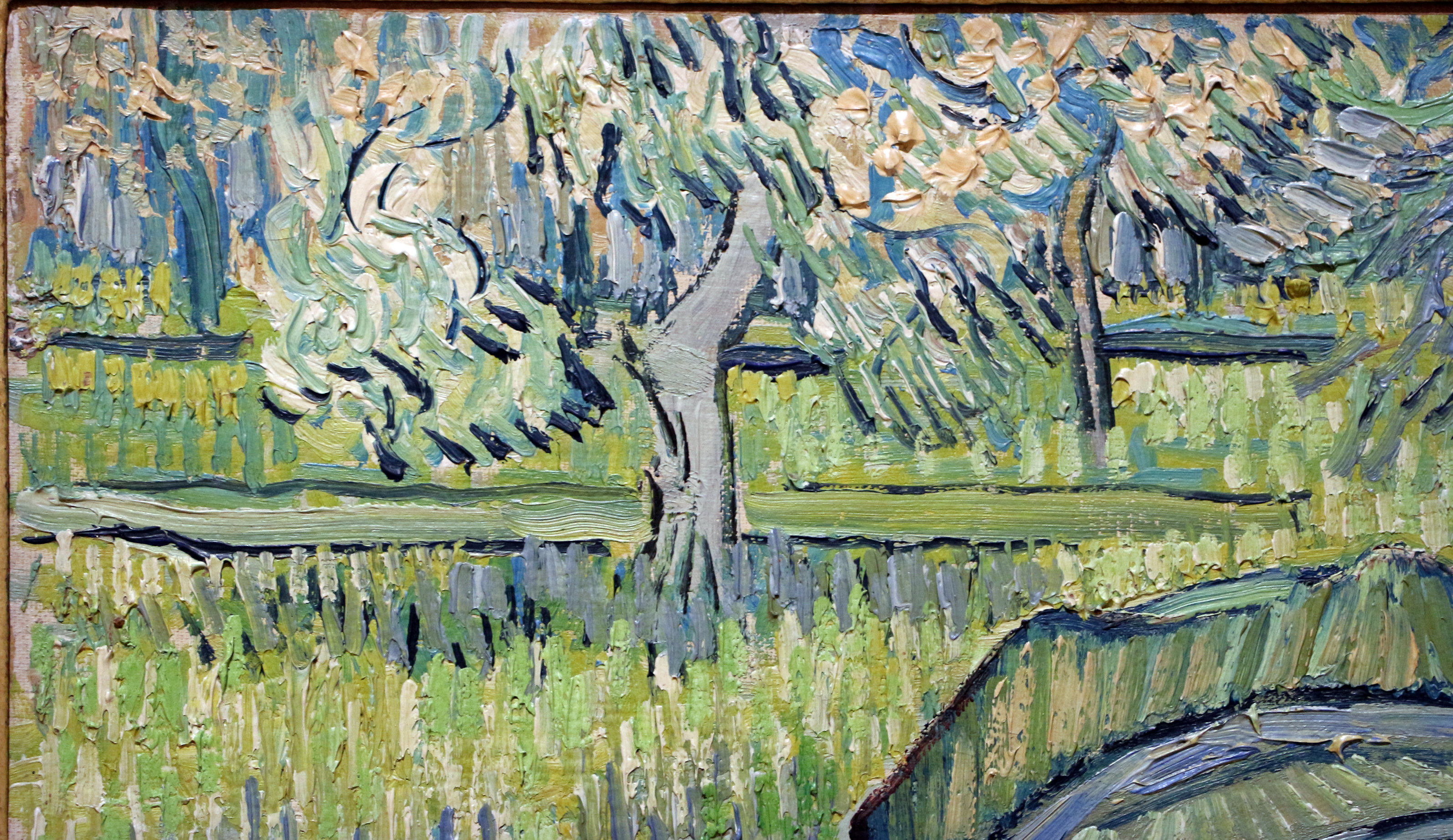
Vincent van Gogh, Il giardiniere, particolare

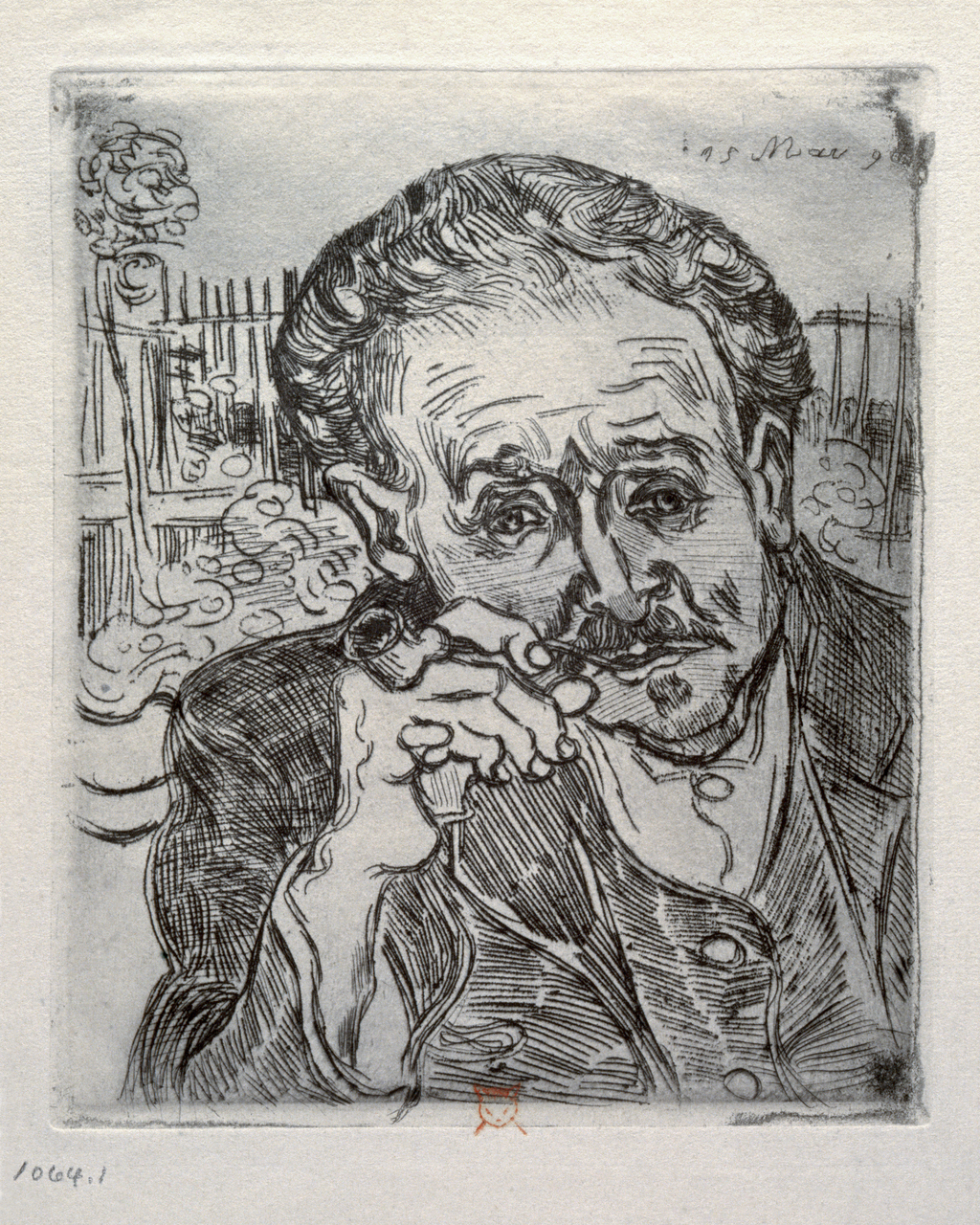
Vincent van Gogh, Ritratto del Dottor Paul Ferdinand Gachet, giugno 1890, acquaforte, 18,3×15,1cm, Wellcome Library, Londra, (F1664, JH2028)

In questa tela, a differenza della produzione solita del pittore, vi è un paesaggio, ben definito e che si estende in lontananza. Questa caratteristica è assai rara nelle opere di van Gogh, che era solito ritrarre i suoi soggetti con fondi monocromi, in interni, o con fondi riccamente decorati con l'effetto quasi da carta da parati (come i ritratti dei coniugi Roulin). In tutta la sua carriera, altri ritratti eseguiti in ambientazioni all'aperto saranno Bambina con arancia del 1890, Ritratto di Giovane contadina e Ragazza in bianco sempre del 1890, ma in tutti questi ritratti non si ha la stessa profondità scenica e ricercata composizione del fondo che si ha nella tela de Il giardiniere, che la si può ritrovare nella doppia versione di Due bambine realizzate nel 1890, dove nello sfondo si possono riconoscere delle case, e nell'opera Ritratto del Dottor Gachet con pipa, realizzato nel 1890 con la tecnica dell'acquaforte, dove a far da sfondo al ritratto vi sono una staccionata che delimita un giardino con cespugli e una piccola pianta.
Nel paesaggio di fondo de Il Giardiniere si vede una costruita e dettagliata pennellata che dà l'idea dell'ambientazione dove il soggetto è inserito. A sinistra il verde luminoso del prato è reso da una pennellata corta, verticale e ritmica utilizzando colori come il bianco, il giallo, il verde e il blu che accostati in modo diverso creano il gioco di ombre proiettate dalle piante del giardino. Poco sopra la spalla si nota che la pennellata diventa orizzontale e si schiarisce nelle sue tonalità, creando una linea obliqua che segue sia quella della spalla sia quella del cappello, dando forma a un piccolo sentiero. A destra invece la pennellata è più sinuosa e caotica, data dalla presenza di alcuni arbusti.
Sono gli anni dove i paesaggi e il sole della Provenza lo affascinano notevolmente, dove creerà la serie degli ulivi, i quadri dedicati ai cipressi e ai campi di grano.
In questa parte del quadro la vegetazione degli arbusti e delle piante si fonde con quella del prato, dando la sensazione che l'erba evolva in un tutt'uno con le fronde degli alberi. La pennellata è intensa, pastosa, curva con eleganza, riprendendo soluzioni tecniche già sperimentate nei paesaggi dipinti all'aperto dando un'idea di movimento terminando nella parte alta del dipinto, dove sono presenti, viste in lontananza, altre piante e due piccoli muretti di cinta.

## Sede espositiva
Nonostante van Gogh abbia creato circa 871 dipinti e un numero altissimo di disegni e schizzi, all'interno delle collezioni pubbliche italiane vi sono solo tre opere e Il giardiniere è sicuramente considerata quella di maggior valore artistico. Le altre due opere sono L'Arlésienne (Madame Ginoux) del 1890, conservata all'interno della Galleria nazionale d'arte moderna e contemporanea di Roma e all'opera Donne Bretoni del 1888, conservato nella Galleria d'Arte Moderna di Milano (Collezione Grassi).

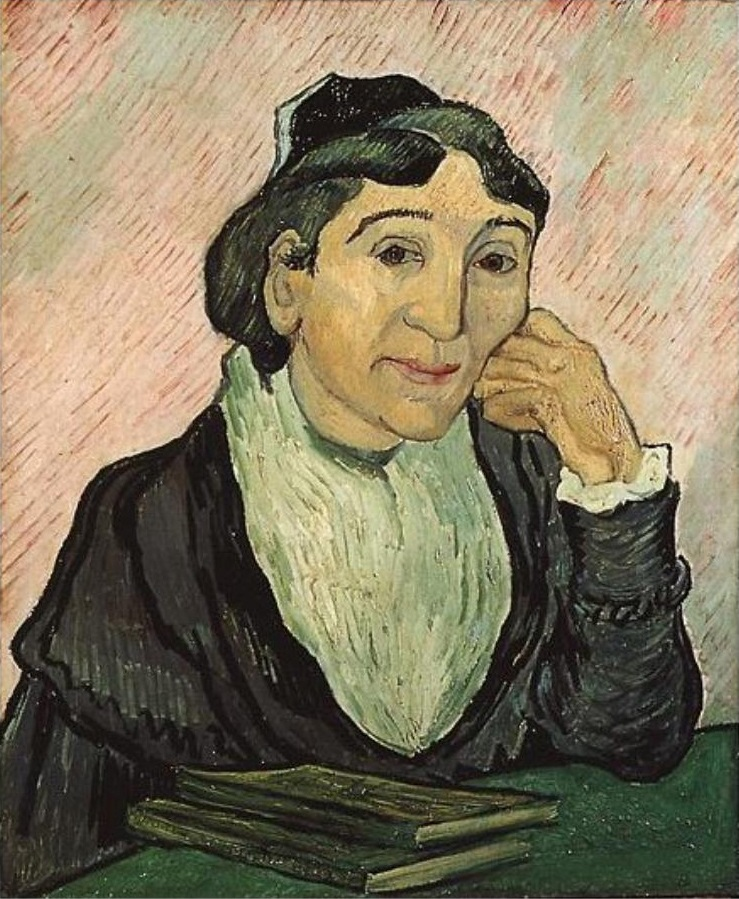
L'Arlésienne (Madame Ginoux) del 1890 (F540, JH1892), opera esposta con Il Giardiniere nella sala XV della Galleria nazionale d'arte moderna e contemporanea

Fino al 2011 la tela de Il Giardiniere era conservata all'interno della sala XIV della Galleria nazionale d'arte moderna e contemporanea di Roma, sala dedicata all'impressionismo, ai suoi inizi e ai suoi sviluppi, affiancando anche opere di autori italiani meno noti che andarono a Parigi a carpire l'essenza delle nuove correnti artistiche europee. Data l'importanza della tela la sala veniva anche comunemente chiamata Sala del Giardiniere.
L'opera si trovava quindi a confronto con Il ritorno dalla pesca (1900 circa) di Hendrik Willem Mesdag, I bracconieri nella neve (1867) di Gustave Courbet, che si può definire un anticipatore delle tendenze degli impressionisti, la tela Place Saint-Michelle et la Sainte Chapelle (1896) di Jean-François Raffaelli, Ninfee rosa (1897-1899) di Claude Monet e il pastello di Edgar Degas Après le bain (1886 circa), questi ultimi due veri e propri protagonisti di spicco del movimento francese, l'altra tela di van Gogh, L'Arlésienne (Madame Ginoux) e la tela Le cabanon de Jourdan (1906) di Cézanne, protagonista del post-impressionismo.
Per quanto riguarda gli artisti italiani erano presenti le tre grandi tele di Giuseppe De Nittis dedicate alle Corse a Bois de Boulogne del 1881, l'opera Sogni di Vittorio Matteo Corcos, il celebre Ritratto di Giuseppe Verdi (1886) di Giovanni Boldini, il ritratto de Il figlio Eduardo, con Egisto Fabbri ed Alfredo Muller (1895) di Michele Gordigiani e due sculture di Medardo Rosso, tra cui il Ritratto di Henry Ruart (1889-1890), considerato dai critici unico vero scultore impressionista.
Il 21 dicembre 2011 viene ripresentato al pubblico il museo con un nuovo percorso espositivo. Tutte le tele e le opere che prima facevano parte della Sala del Giardiniere, esclusi i due van Gogh, restano inseriti nella sala XIV, che viene intitolata La questione impressionista, dove vengono inoltre aggiunte maggiori sculture (due di Degas e l'intera collezione dedicata a Medardo Rosso). Il Giardiniere insieme con L'Arlésienne (Madame Ginoux) vengono collocati all'interno della sala XV intitolata L'utopia umanitaria, sulla parete singola collocata al centro della sala, diventando le prime opere che il visitatore incontra nel suo percorso.
Le due tele vengono esposte accanto alle opere Il sole (1904) di Giuseppe Pellizza da Volpedo, Il mendicante (1902) I malati (1903) e La pazza (1905) di Giacomo Balla, Il viatico (1884) di Angelo Morbelli, Il viaggio della vita (1905) di John Quincy Adams, Ritirando le reti (1896) di Joaquín Sorolla, Dopo un lavoro faticoso (1910) di Döme Skuteczky, Contadino al lavoro (1908-1910) di Umberto Boccioni, Il pranzo (1910-1914) di Albin Egger Lienz, I lavoratori (1905) di Costantino Meunier, Nosocomio (1895) di Silvio Rotta e l'opera Ritratto di Giovanni Cena (del 1909 circa) di Felice Carena.
Il giardiniere è quindi un'opera fondamentale all'interno del breve percorso cronologico e artistico che il museo crea intorno alla corrente dell'impressionismo, all'arte en plain air e agli studi dedicati al colore ma soprattutto diventa l'anello di congiunzione con gli artisti che dedicarono la loro arte e il loro percorso artistico alle innovazioni simbolistiche, dedicate alla mescolanza tra socialismo e positivismo, senza dimenticare l'emarginazione sociale, tema de sempre sensibilmente affrontato in tutta la carriera di van Gogh.

## Esposizioni
Data l'importanza dell'opera e la rarità dei lavori di van Gogh presenti nei musei italiani, Il giardiniere è stato spesso prestato per esposizioni temporanee. Qui di seguito le ultime alla quale ha partecipato.
- Mirabilia recepta, le forze dell'ordine a difesa dei beni culturali Castel Sant'Angelo, Roma, dal 16 aprile al 16 maggio 1999[45]

Il quadro, recuperato l'anno precedente dopo il clamoroso furto alla Galleria nazionale d'arte moderna e contemporanea di Roma, diventa subito protagonista, insieme a L'Arlésienne (Madame Ginoux) (sempre di van Gogh) e la tela Les cabanon de Jourdan di Paul Cézanne, delle mostre dedicate al lavoro di recupero del patrimonio artistico da parte delle forze dell'ordine. Nella stessa esposizione erano anche esposti capolavori come l'Ermetta bifronte sottratta al museo archeologico di Napoli nel 1988, la Testa di Apollo e la Testa di Efesto sottratti ai Musei capitolini, ma anche violini Stradivari, codici, manoscritti e opere di oreficeria sottratti dai musei e dalle chiese di tutta Italia.
- Van Gogh: Face to Face Philadelphia Museum of Art, Philadelphia, dal 22 ottobre 2000 al 14 gennaio 2001[46]

Con più di 70 opere esposte la mostra metteva in luce lo studio e i lavori dell'artista dedicati al ritratto.
Oltre a Il Giardiniere vi erano esposti capolavori come i ritratti ai coniugi Roulin e alcuni dei suoi più celebri autoritratti.

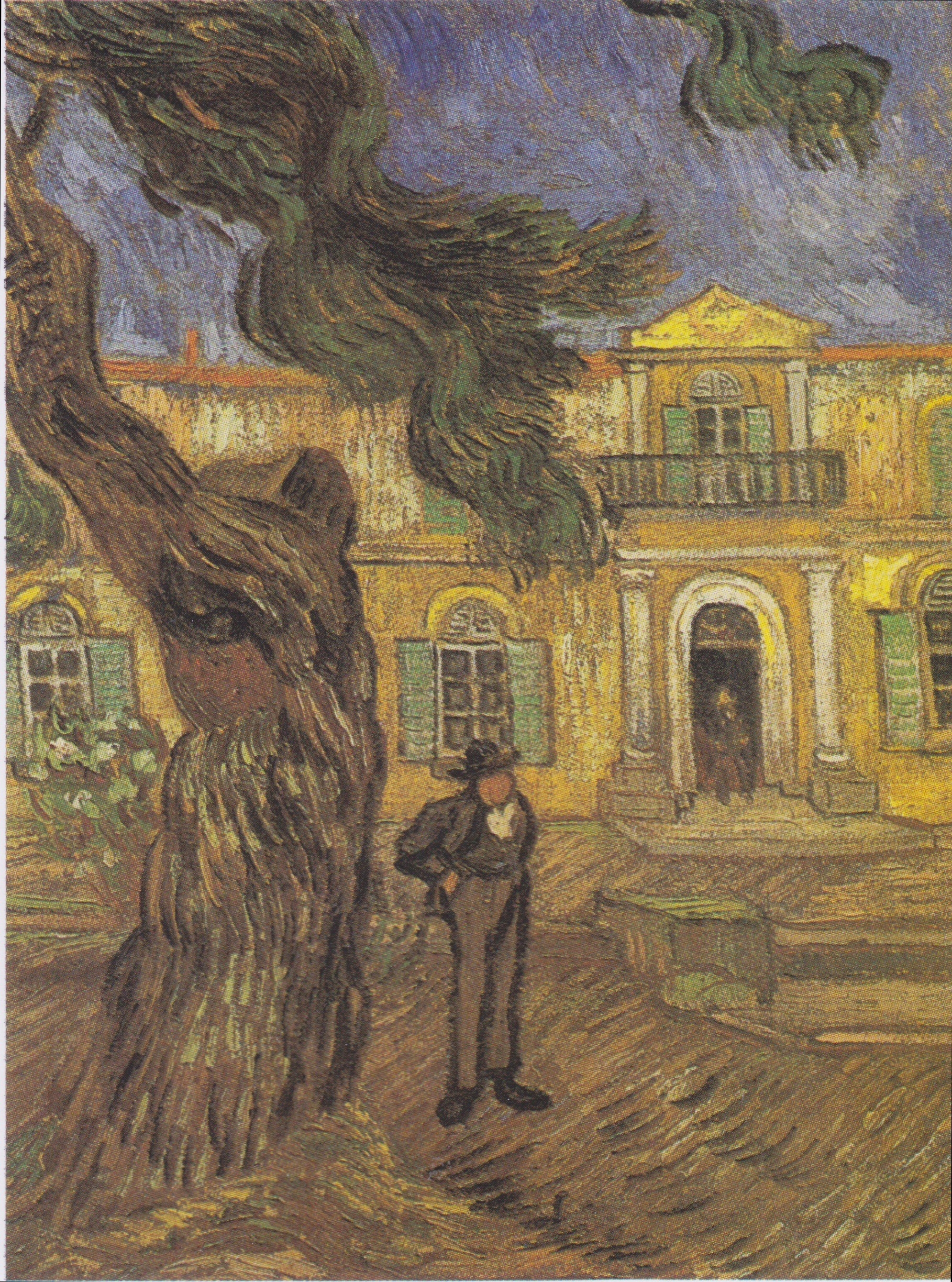
Hôpital Saint-Paul à Saint-Rémy-de-Provence, novembre 1889, Museo d'Orsay (F653, JH1840). La tela era esposta nel 2009 a Siena con Il giardiniere nella mostra Arte, Genio e Follia

- TesoRItrovati - I Carabinieri per l'arte nell'arte Palazzo Ducale, Genova, dal 15 marzo al 4 aprile 2004[47]

Ancora una vola in mostra il lavoro dell'Arma dei Carabinieri nel recupero dei beni culturali rubati e trafugati. Oltre a Il Giardiniere di van Gogh in mostra opere di Giovanni Bellini, Moretto da Brescia, Guercino e Ludovico Carracci così come opere scultoree, opere di oreficeria medievale e preziose pagine miniate.
- Cézanne a Firenze, Palazzo Strozzi, Firenze, dal 2 marzo al 29 luglio 2007[48]

La mostra era dedicata alla figura di Cézanne diffusa nell'Italia del primo Novecento dai due collezionisti americani residenti a Firenze Egisto Paolo Fabbri (1866 – 1933) e Charles Alexander Loeser (1864 - 1928) che arrivarono ad avere rispettivamente 32 e 15 tele dell'artista post-impressionista. Il giardiniere era presente, accanto a opere di Pissarro, Matisse, Sargent, Mary Cassatt e altri ancora, come testimonianza delle opere di altri artisti con la quale i due collezionisti vennero a contatto e in quanto opera presente a Firenze nello stesso periodo, all'interno della collezione di Gustavo Sforni.
- Vincent Van Gogh Drawings and Paintings Albertina, Vienna, dal 5 settembre all'8 dicembre 2008[50]

Dopo più di cinquant'anni tornano in mostra in Austria i lavori del genio olandese. 50 olii e 100 disegni prestati dai più importanti musei del mondo, tra cui Van Gogh Museum di Amsterdam, il Museo Kröller-Müller di Otterlo, Metropolitan Museum of Art di New York e il Museo d'Orsay di Parigi, per ripercorrere tutta la carriera artistica di van Gogh
- Arte, Genio e Follia, Complesso museale di Santa Maria della Scala, Siena, dal 31 gennaio al 25 maggio 2009[51]

Ideata da Vittorio Sgarbi e con oltre 300 opere tra dipinti e sculture, divise in otto sezioni, la mostra rappresentava il tentativo d'indagine tra il disagio mentale e la produzione artistica di alcuni dei maggiori protagonisti della storia dell'arte.
Il giardiniere era qui esposto nella terza sezione del percorso espositivo, dal titolo Genio e follia al tempo di Nietzsche, accanto a un'altra opera di van Gogh, Hôpital Saint-Paul à Saint-Rémy-de-Provence e a opere di Ernst Ludwig Kirchner e a sette capolavori di Edvard Munch provenienti dall'Oslo Kommunes Kunstsamlinger: Murder (The Death of Marat), The Human Mountain, Funeral March, In the Land of the Crysta", Starry Night, The Urn e Strindberg.
- L'Arma per l'Arte. Antologia di Meraviglie, Castel Sant'Angelo, Roma, dal 23 settembre 2009 al 20 gennaio 2010

Anche questa esposizione metteva in risalto il lavoro del Comando Carabinieri focalizzato alla tutela del patrimonio culturale (Tpc) in questo caso per celebrare i 40 anni di attività. In mostra vi erano esposti numerosi reperti archeologici, tele di Raffaello e di Giovanni Bellini. Il giardiniere, protagonista del già citato celebre furto del 1998, era esposto nella terza sezione della mostra, dedicata ai beni recuperati sul territorio nazionale, accanto all'opera Le Cabanon de Jourdan di Paul Cézanne (protagonista dello stesso furto) e all'opera Ritratto del figlio Pierre, di Pierre-Auguste Renoir, trafugato dalla Galleria civica d'arte moderna di Torino nel 1978 e recuperato a Roma nel 1982.
- Vincent Van Gogh: Campagna senza tempo e città moderna, Vittoriano, Roma, dall'8 ottobre 2010 al 6 febbraio 2011[54]

La mostra analizzava le due inclinazioni, a volte contraddittorie, che spesso guidarono il pittore nella realizzazione dei suoi dipinti: la campagna, il suo amore per la natura e gli spazi aperti, e il suo legame con la città, fulcro della società moderna e del suo rapido movimento. Il dipinto era esposto nella settima sezione della mostra, dedicata a Saint Rémy, accanto alle opere I bevitori detto anche Le quattro età dell'uomo, copia da Daumier del 1890 e Contadine che zappano in un campo innevato sempre del 1890.